# Aldan (cidade)
Aldan ( Yakut. Aldan ) é uma cidade na República de Sakha (Yakutia) na Federação Russa, centro administrativo do distrito de Aldan, forma o assentamento urbana da cidade de Aldan na sua composição.

## História
De acordo com a versão oficial, o aniversário da cidade é considerado 19 de junho de 1924, quando o voluntário, o Yakut, o P. Tarabukin, o ouro aluvial com um pequeno artel e o letão V. P. Bertin, que liderou o primeiro artel de trabalho, se encontraram no córrego imperceptível. Uma mina com o mesmo nome foi colocada.
Segundo as estatísticas oficiais, Aldan (anteriormente Imperceptible) começou sua crônica em 1924. A partir desta data, todos os anos de jubileu são considerados. De acordo com outros dados, isso aconteceu um ano antes e o aniversário da cidade é considerado 19 de junho de 1923 .
Em 20 de setembro de 1932, o Assentamento Imperceptível recebeu o status de cidade, e em maio de 1939 foi renomeado para a cidade de Aldan.
Nos anos 90, a cidade passou por uma crise demográfica; No entanto, no período de 2000 a 2010, as pessoas começaram a chegar novamente na cidade, aviação comercial e uma estação ferroviária apareceu. Além disso, no período de 2009 a 2010, iniciou-se a construção de uma ramificação do oleoduto na cidade, que influenciou significativamente o desenvolvimento econômico da cidade.

## Localização geográfica
Localizada no Planalto Aldan, na Bacia do Rio Aldan (o afluente direito do Lena), na confluência do rio Orto-Sala e do Córrego Imperceptível, a 530 km ao sul de Yakutsk. A cidade, como toda a região de Aldan, está localizada no Escudo Aldan. As mais antigas formações rochosas cristalinas com uma idade de mais de 3 bilhões de anos vão para a superfície.
A cidade está localizada no território com os recursos naturais mais ricos: depósitos de carvão, minério de ferro, apatita e minérios de urânio estão localizados perto da linha férrea do Pequeno BAM, o movimento descoberto em 19 de dezembro de 1992. Ele deve chegar em breve a Yakutsk.
A exploração geológica realizada no escudo Aldan-Stanovoy confirmou a presença de grandes reservas de cobre, urânio, mica e grandes depósitos de minério de ferro, além de polimetais e ouro nos depósitos de Charo-Tokkinskoye, Sul-Aldan e Sutama. O único depósito de charoite do mundo está localizado no Escudo Aldan.
A utilização de uma base única de recursos minerais da região abre grandes perspectivas em termos industriais, o que, por sua vez, implicará o desenvolvimento da infraestrutura da cidade e da região.

## População
A partir de 1 de janeiro de 2018, em termos de população, a cidade estava localizada em 656 das 1.113 cidades da Federação Russa.
climate
Aldan tem um clima continental forte, que é muito mais suave do que em Yakutsk: é muito mais quente no inverno e mais frio no verão, três vezes mais quedas de precipitação. O inverno é moderadamente frio, com leves flutuações de temperatura de mês para mês. De dezembro a fevereiro, os degelos são excluídos.

## Economia
A base da economia Aldan é a mineração de ouro. Existem também várias pequenas empresas de carpintaria e uma fábrica de reparação de máquinas. A cidade possui o escritório da empresa “Ferrovias de Yakutia” e várias de suas principais divisões e empreendimentos.

## Transporte
Estação Ferroviária na rodovia Amur-Yakutsk. Existe um aeroporto.

## Esporte
O clube de futebol Metallurg jogou na primeira liga do campeonato russo em 1993.
Desde 2012, um centro para treinamento de esquiadores vem operando, onde atletas russos, biatletas e esquiadores, e membros da equipe nacional russa também estão treinando.

## Personalidades
O famoso escritor soviético de ficção científica Viktor Kolupaev (1936-2001) nasceu na cidade.
A cidade nasceu o estado soviético e líder do partido Gennady G. Vedernikov (5 de agosto de 1937 - 27 de julho de 2001).
Na cidade desde a infância até o recrutamento para o exército (1942) viveu o futuro Herói da União Soviética (1945), Mikhail Mikhailovich Kosmachyov (1919-1944).
Um ator russo, apresentador de TV, artista, dramaturgo Igor Vitalyevich Grigoriev (nascido em 1962) nasceu na cidade.
O reitor da Universidade Nacional de Pesquisa de Irkutsk, Doutor em Ciências Técnicas, nasceu o professor Mikhail Viktorovich Kornyakov (nascido em 1974) na cidade.

## Cultura
1959 - Areia dourada, uma peça de detetive do dramaturgo soviético Joseph Prut sobre o estabelecimento do poder soviético em Aldan.
1968 - peça de rádio do diretor Alexei Shipov baseada na peça de I. Prut “Areia dourada” sobre o estabelecimento do poder soviético em Aldan.

## Religião
Até 2000, não havia uma única igreja na cidade. Moradores de Aldan, que queriam realizar um rito particular na igreja, tinham que carregar um padre de cidades próximas. Em 1995, eles começaram a construir um templo em honra dos Santos Novos Mártires e Confessores da Rússia, e depois de cinco anos sua própria igreja apareceu em Aldan.
A Igreja dos santos Novos Mártires e Confessores da Rússia (Março de 1995 - a consagração do lugar sob o templo, em dezembro de 2000 - o fim da construção).